# 中国共产党中央委员会总书记
中国共产党中央委员会总书记，简称中共中央总书记或总书记，是当前中华人民共和国執政黨中国共产党的主要负责人和领导者，也是中華人民共和國实际上的最高领导人及政治排名最高的正国级职务。中共中央总书记由中央委员会全体会议选出，负责领导党中央及全党的日常工作。
中央委员会总书记职务创立于1925年的第四次全国代表大会，中共创始人之一的陈独秀在会上当选为首任总书记。在1945年中共七大后被中央委员会主席一职取代，并由毛泽东终身担任。期间设立的总书记职务仅负责主持中央书记处的工作。1982年在中共十二大上被重新设立，并取代党主席被设定为党的最高领导职务，胡耀邦为此章程下的首任总书记。
根据《中国共产党章程》，总书记负责召集中央政治局会议、中央政治局常务委员会会议，以及主持中央书记处工作。《党章》又规定，中央委员会总书记必须从中央政治局常委会中选出。党总书记也是全国代表大会、中央委员会、中央政治局常务委员会之当然成员。虽然党章和国家法律没有明确赋予总书记绝对的权力，但作为国内唯一执政党的领袖，其职务实际担负着国家党、政、军、法、外交、意识形态等各个方面的领导与决策权，其职权影响力也较一般民主宪政国家的元首、党首与政府首脑要大甚至大得多。
现任中共中央总书记是习近平，于2012年的中共十八届一中全会、2017年的十九届一中全会和2022年的二十届一中全会上三次當選，连任至今。

## 沿革

### 初设中央委员会总书记时期
陈独秀是中国共产党的创始人之一，其于1921－1922担任中央局书记，1922年到1925年担任中央执行委员会委员长，1925年成为中国共产党中央委员会第一任总书记。
1928－1943年间，向忠发，王明，博古，张闻天等相继担任党的总书记。
1943年3月的中共中央政治局会议上改组中共中央，设立中央书记处主席一职，毛泽东被选为中央政治局主席、中央书记处主席，由此确立毛的一元化领导。1945年6月19日，中共中央举行七届一中全会，中共中央政治局主席和中共中央书记处主席兼中央书记处书记毛泽东在会上被选为中国共产党中央委员会主席，此后毛泽东终身担任中央委员会主席的职务，张闻天在延安举行的中共七大上当选为中共中央政治局委员，总书记职务首次退出历史舞台。

### 中央委员会主席时期
从1945年中共七大到1982年中共十二大召开前，最高领导人的职务为“中国共产党中央委员会主席”，简称“中共中央主席”。十二大会议上决定修改《中国共产党章程》，不再设立主席和副主席的职务，以总书记为最高领导人。根据修订后的《中国共产党中央委员会工作条例》，总书记负责召集中央政治局会议和中央政治局常务委员会会议，并主持中央书记处的工作。
在1959年毛泽东辞去国家主席交由刘少奇接班后，继续担任中国共产党中央委员会主席和中央军事委员会主席，实际上继续掌握党政军大权。毛泽东的接班人华国锋是唯一同時担任中共中央主席、国务院总理和中共中央军委主席党政军三大职位，在毛泽东逝世后掌握党政军大权，直至1978年中共十一届三中全会后被邓小平取代其领导地位。

#### 中央书记处总书记时期
中共八大时期（1956年－1966年）和1980年2月十一届五中全会到1982年9月中共十二大召开，曾经设立过“中央委员会总书记”的职务，也有被称为“中央书记处总书记”，但是設立於中央書記處而非中共中央，结合了原来中共中央秘书长和中央书记处主席的职能，跟今天的在中央書記處排名第一的書記相似，并非党的最高领导人和政治最終决策者。1956年原中共中央秘书长邓小平曾在八届一中全会当选总书记一职，而当时中国共产党主要领导人是中央委员会主席毛泽东。1980年胡耀邦出任总书记一职，当时的中共中央主席是华国锋，后来胡耀邦当选党主席，继续担任总书记，直到1982年中共十二大召开。

### 复设中央委员会总书记时期
1980年代胡耀邦和赵紫阳先后担任总书记，但邓小平担任中央顾问委员会主任和中央军委主席，作为中共元老的代表并掌握军权。1989年江泽民以中共中央总书记身份兼任中共中央军委主席，恢复以总书记为核心的领导，再次集党政军大权于一身。江泽民出任中共中央总书记后，在中国共产党领导的多党合作和政治协商制度的政治体制下，中共中央主要负责人一般就是实际上的国家最高领导人，同时是国内排名最高的领导职位。为贯彻“党指挥枪”，中共中央主要负责人一般还会兼任中共中央军委主席，作为以中国人民解放军为主的中华人民共和国武装力量最高统帅。
2012年习近平出任总书记以后，设立中央国家安全委员会和中央全面深化改革领导小组等多个党内决策议事协调机构，这些机构的领导人都由党的总书记担任，总书记的权力变得更加广泛和重要。2017年中共十九大之后，中共中央政治局全体委员和常委每年都要向党总书记书面述职一次。

## 职权
根据《中国共产党中央委员会工作条例》第十七、十八、二十五、二十六、二十七、二十九条规定，中国共产党中央委员会总书记行使下列职权：
1. 中央委员会总书记负责召集中央政治局会议和中央政治局常务委员会会议，并主持中央书记处的工作。
2. 中央书记处根据中央政治局、中央政治局常务委员会和中央委员会总书记的指示安排开展工作。
3. 中央政治局会议一般定期召开，遇有重要情况可以随时召开。会议议题由中央委员会总书记确定。
4. 中央政治局常务委员会会议一般定期召开，遇有重要情况可以随时召开。会议议题由中央委员会总书记确定。
5. 按照党中央决策部署和中央委员会总书记指示要求，中央书记处召开办公会议研究讨论有关事项。会议议题由中央委员会总书记确定。
6. 按照党中央决策部署和中央委员会总书记指示要求，党中央决策议事协调机构召开会议，研究决定、部署协调相关领域重大工作。会议议题由中央委员会总书记确定或者审定。

## 规章制度

### 提名和选举
人选由中国共产党中央委员会全体会议投票确定，任期和中央委员会的任期一致。中央委员会总书记必须从中央政治局常务委员会委员中产生。中国共产党章程没有规定连任次数，但是根据《中国共产党章程》第六章第三十八条规定，党的各级领导干部的职务都不是终身的，都可以变动或解除。年龄和健康状况不适宜继续担任工作的干部，应当按照国家的规定退、离休。

### 任期
依现行《中国共产党章程》，总书记任期与中央委员会相同，五年一届，连选连任次数不限，理论上可以无限连任。迄今爲止任職時間最長的是江泽民，達13年；江澤民首届任期接替被撤職的赵紫阳而自四中全會起，故爲3年。习近平在2022年10月的中共二十届一中全会上再次连任中共中央总书记，成为第一位开展第三个完整任期的总书记，如果他顺利完成第三个任期，将成为继毛泽东之后任期最长的中共最高领导人。

### 特殊待遇
据香港媒体报道，根据中央八项规定实施细则，中共中央总书记的地位凌驾于其他中央政治局常委，享有多项特殊待遇，突出其最高地位。例如在新闻报道中不受篇幅限制，可以安排电视直播，播出同步声音，随行记者人数也不限。总书记出访可以乘坐专机，外访报道可以配发侧记、特写、综述，字数不受限制。

### 职务代理
《中国共产党章程》没有设立中央委员会总书记的副职，也没有规定总书记的代理事宜。历史上，时任中共中央政治局常委的王明曾经在向忠发被捕后代理总书记一职；时任国务院总理的赵紫阳也曾在胡耀邦辞职后代理总书记一职。

## 歷任總書記
| 任次                               | 届次  | 肖像          | 姓名   | 任期始於       | 任期終於       | 在职时间                                                       | 備註 |
| ---------------------------------- | ----- | ------------- | ------ | -------------- | -------------- | -------------------------------------------------------------- | --- |
| 中央委员会总书记（1925年－1945年） |       |               |        |                |                |                                                                | |
| 1                                  | 5     |               | 陳獨秀 | 1925年1月11日  | 1927年8月7日   | 2年208天                                                       | 1927年7月12日陳獨秀被停職後，實際主持中共中央工作的是中共臨時中央政治局常委張國燾。 八七會議上陳獨秀被免職後，實際主持中共中央工作的是中共臨時中央政治局常委瞿秋白。 |
| 2                                  | 6     |               | 向忠發 | 1928年7月19日  | 1931年6月22日  | 2年338天                                                       | 正式職銜為中共中央政治局主席兼中共中央政治局常委會主席。 1928年7月－1929年1月實際主持中共中央工作的是中共中央政治局常委蔡和森。 1929年1月－1929年11月實際主持中共中央工作的是中共中央政治局常委李立三。 1929年11月－1930年3月實際主持中共中央工作的是中共中央政治局常委周恩來。 1930年6月－9月李立三再次實際主持中共中央工作。 1930年9月－1931年1月實際主持中共中央工作的是中共中央政治局常委瞿秋白。 1931年1月中共中央六屆四中全會後實權由國際派王明等人掌握。 |
| 代理                               | 6     |               | 王明   | 1931年6月22日  | 1931年9月15日  | 85天                                                           | 1931年6月，向忠發被中國國民黨逮捕後遭處決，王明增補為中央政治局常委，中共中央代理总书记，主持中央工作。 |
| 4                                  | 6     |               | 博古   | 1934年1月15日  | 1935年1月25日  | 1年10天                                                        | 1931年9月，博古接替赴蘇聯擔任中共駐共產國際代表團團長的王明，為中共臨時中央政治局總負責人。 |
| 5                                  | 6     |               | 張聞天 | 1935年1月15日  | 1945年6月11日  | 10年147天                                                      | 從1943年3月20日開始，總書記就不再是中共中央主要負責人，后改由中央委员会主席主管至1982年为止。 |
| 中央委员会总书记（1982年－）       |       |               |        |                |                |                                                                | |
| 1                                  | 12    |               | 胡耀邦 | 1982年9月12日  | 1987年1月16日  | 4年126天                                                       | 因八六学潮辞职，由以邓小平为首的中共元老实际领导。 |
| 代理                               | 12    |               | 赵紫阳 | 1987年1月16日  | 1987年11月1日  | 289天                                                          | 原担任国务院总理，胡耀邦辞职后代理总书记职务。 |
| 2                                  | 13    | 1987年11月2日 | 赵紫阳 | 1989年6月24日  | 1年234天       | 任期一届，因六四事件被中共中央保守派罢免所有职务，仅保留党籍。 | |
| 3                                  | 13-15 |               | 江泽民 | 1989年6月24日  | 2002年11月15日 | 13年144天                                                      | 赵紫阳被免职后当选总书记职务，因中途上任致任期达13年，但未满三届。 |
| 4                                  | 16-17 |               | 胡锦涛 | 2002年11月15日 | 2012年11月15日 | 10年0天                                                        | 任期两届，总计10年。 任期届满后一并辞去中共中央军委主席的职务“裸退”。 |
| 5                                  | 18-20 |               | 习近平 | 2012年11月15日 | 现任           | 12年238天                                                      | 中共十八届六中全会起获得党内“领导核心”的地位，中共十九大將习近平新时代中国特色社会主义思想寫入黨章。2022年10月再次連任，開始第三任期，成为继毛泽东后第一位开始第三任期的中共中央主要负责人。 |

## 在世前任總書記
截至2025年7月，在世的前任中共中央總書記有1位：
| 姓名   | 任期                           | 出生日期與年齡 |
| ------ | ------------------------------ | -------------- |
| 胡锦涛 | 2002年11月15日－2012年11月15日 | 1942年12月21日 |

最近去世的一位前任中共中央总书记是江泽民，他于2022年11月30日在上海去世，享年96岁。